# Szászszentlászló község
Szászszentlászló község (románul: Comuna Laslea) község Szeben megyében, Romániában. Központja Szászszentlászló, beosztott falvai Almakerék, Apaújfalu, Földszin és Rudály.

## Népessége
1850-től a népesség alábbiak szerint alakult:
| Lakosok száma | 3802 | 4336 | 4587 | 4397 | 5043 | 4675 | 3276 | 3203 | 3327 | 3100 |
|               | 1850 | 1880 | 1900 | 1920 | 1941 | 1977 | 1992 | 2002 | 2011 | 2021 |

A 2011-es népszámlálás adatai alapján a község népessége 3327 fő volt, melynek 58,67%-a román, 29,55%-a roma, 7,36%-a német és 1,02%-a magyar. Vallási hovatartozás szempontjából a lakosság 77,04%-a ortodox, 5,86%-a pünkösdista, 5,41%-a illetve 1,11%-a a német illetve magyar evangélikus egyház tagja és 4,48%-a hetednapi adventista.

## Nevezetességei
A község területéről az alábbi épületek szerepelnek a romániai műemlékek jegyzékében:
- almakeréki erődtemplom (LMI-kódja SB-II-a-A-12416)
- Almakerék történelmi központja (SB-II-a-B-12415)
- apaújfalui evangélikus templom (SB-II-a-B-12485)
- apaújfalui Szent Miklós-templom (SB-II-m-B-12486)
- földszini evangélikus templom (SB-II-m-B-12388)
- rudályi evangélikus templom (SB-II-a-B-12523)
- szászszentlászlói evangélikus templom (SB-II-a-B-12410)
- a szászszentlászlói régi evangélikus templom tornya (SB-II-m-B-12411)